# Pure Jerry: Keystone Berkeley, September 1, 1974
Pure Jerry: Keystone Berkeley, September 1, 1974 est un triple CD retraçant l'intégralité du concert du Jerry García Band donné au Keystone, petite salle de Berkeley, le 1er septembre 1974.

## Musiciens
- Martin Fierro – saxophone, flûte, percussion
- Jerry Garcia – guitare, voix
- Paul Humphrey – batterie
- John Kahn – basse
- Merl Saunders  – claviers
- Musicien inconnu – Trompette

## Liste des titres

### Disque 1
1. Neighbor, Neighbor (Alton Joseph Valier) – 8:46
2. Keepers (Merl Saunders, John Kahn) – 11:15
3. Sitting in Limbo (Jimmy Cliff, Guillermo Bright) – 12:50
4. Favela (Antônio Carlos Jobim) – 13:40
5. Tough Mama (Bob Dylan) – 7:14
6. La La (Martin Fierro) – 22:43

### Disque 2
1. Someday Baby (Lightnin' Hopkins) – 9:52
2. Think (Jimmy McCracklin, Deadric Malone) – 7:09
3. Roadrunner (Brian Holland, Lamont Dozier, Eddie Holland) – 10:15
4. The Harder They Come (Cliff) – 13:21
5. I Second That Emotion (Smokey Robinson, Al Cleveland) – 14:35
6. Going, Going, Gone (Dylan) – 14:25

### Disque 3
1. Soul Roach (Saunders, Ray Shanklin) – 10:32
2. Mystery Train (Sam Phillips, Junior Parker) – 12:51
3. "Wondering Why (Saunders, Pam Carrier) – 15:53
4. People Make the World Go Round (Thom Bell, Linda Epstein) – 3:43
5. Keystone Jam (Jerry Garcia and Merl Saunders Band) – 15:16
6. It's Too Late (Chuck Willis) – 8:55
7. The Night They Drove Old Dixie Down – (Robbie Robertson) – 6:26